# Rym daktyliczny
Rym daktyliczny (proparoksytoniczny) pada na zgłoskę trzecią od końca (akcent proparoksytoniczny). Rymy tego rodzaju pojawiają się w wierszu polskim relatywnie rzadko. 
Rymy daktyliczne wykazują znaczny obszar współdźwięczności rymowej, obejmując zazwyczaj rozmiar dwu-i-pół-zgłoskowy. Są to zatem rymy pogłębione, bogate i zarazem wyszukane. 

## Przykłady
Różowiła się dal przezroczysta
Podnosiła się kula ognista!
Podnosiła się, wytaczała się
Hejże, sława! Powiększała się! (rymy daktyliczne inicjalne 1-3, końcowe 3-4)
Julian Tuwim, Helios (fragment)
Sztucznym ujęta łożem płynie bez ryzyka,
Skocznie gdzieniegdzie pląsa, gdzieniegdzie bystrzy się,
Skrzętnie we własnym lustrze jak gdyby iskrzy się
Sama do Słońca, jasna jak metafizyka. (rymy daktyliczne końcowe: a-b-b-a)
Adam Witczak, Sonety międzyleskie, utwór Rzeka (fragment)